# Lednik Petrova
Lednik Petrova är en glaciär i Kirgizistan.   Den ligger i oblastet Ysyk-Köl Oblusu, i den östra delen av landet, 300 km öster om huvudstaden Bisjkek. Lednik Petrova ligger 4 123 meter över havet.
Terrängen runt Lednik Petrova är huvudsakligen kuperad, men österut är den bergig.  Trakten runt Lednik Petrova är nära nog obefolkad, med mindre än två invånare per kvadratkilometer. Det finns inga samhällen i närheten. Trakten runt Lednik Petrova är permanent täckt av is och snö.